# Batallas de Bedriacum

## Primera batalla de Bedriacum
Durante el caos que reinó en los años 68-69, en el norte de Italia se libraron dos batallas en este lugar. En la primera batalla de Bedriacum, las tropas leales a Otón, básicamente la guardia pretoriana, la Legio VII Galbiana y destacamentos de las legiones del Danubio, se enfrentaron a los destacamentos de las tropas de Germania que habían proclamado a Vitelio como emperador. Vencieron los vitelianos.

## Segunda batalla de Bedriacum
En la segunda batalla de Bedriacum, las tropas leales a Vitelio lucharon contra las tropas que habían jurado lealtad a Vespasiano, fundamentalmente destacamentos de las legiones del Danubio, a las que se unieron unidades vencidas en la primera batalla de Bedríaco, y que habían sido licenciadas por Vitelio, caso de los pretorianos, siendo dirigidas por M. Antonio Primo enviado por Vespasiano desde Oriente. Vencieron los partidarios de Vespasiano.